# Dimorphandra polyandra
Espèce
Synonymes
Selon  et  :
- Dimorphandra hohenkerkii Sprague & Sandwith

Dimorphandra polyandra est une espèce de plantes à fleurs de la famille des Fabaceae (sous-famille des Caesalpinioideae). C'est un arbre originaire d'Amérique du Sud.
Il est connu en Guyane sous le nom de Mora de Saint-Laurent (Créole), Aieoueko (Nenge tongo), mais aussi Dakama au Guyana, Anjama, Akajuran au Suriname et Faveira-Vermelha, Faveira-camurin au Brésil.

## Description
Dimorphandra polyandra est un arbre de taille petite à moyenne, haut de 5–10 m, à rameaux sulqués, subanguleux.
Les feuilles sont bipennées, avec 3-5 paires de pennes, et 7–12 paires de folioles par pennes.
Les folioles mesurant de (2)2,5–5,5(6) × 0,6–2,5 cm, sont coriaces, glabres et luisantes, émarginées à obtuses à l'apex, subsessiles, de forme oblongue, linéaire-oblongue-obtuse ou émarginée.
L'inflorescence est un grappe ou un épis axillaire.
Les fleurs sont rouges, avec des pétales glabres.
Les staminodes sont complètement libres, laminaires ou filiformes, à apex à peine dilaté, étroitement spathulé.
Les anthère sont rudimentaires, et l'ovaire velu.
Le fruit est une gousse plate, glabre, nettement falciforme à suborbiculaire, mesurant 10-16 cm sur environ 7 cm déhiscente de manière explosive le long d'une suture unilatérale allongée,.

## Répartition
On rencontre Dimorphandra polyandra au Venezuela (Amazonas : Maroa, San Antonio, San Carlos de Río Negro), au Guyana, au Suriname, en Guyane, et au Brésil (Amazonas).

## Écologie
On rencontre Dimorphandra polyandra au Venezuela, dans les savanes sur sable blanc, et les caatinga du Río Negro 50–200 m d'altitude.
En Guyane, Dimorphandra polyandra est une espèce dominante caractéristique des habitats de « Forêts sur sables blancs à mora de Saint-Laurent et bois rouge ».
Dimorphandra polyandra présente des endomycorhizes et non pas d'ectomycorhizes alors que c'est habituellement le cas des espèces poussant sur les podzols tropicaux très pauvres.
Le tronc mort de Dimorphandra polyandra est l'hôte du champignon Phellinus amazonicus Campos-Santana & Decock.

## Utilisations
Le bois de Dimorphandra polyandra (densité : 0,69 à 0,77) est de couleur brun cuivré, à grain grossier, moyennement durable, sensible aux termites, plutôt stable, et peut être employé en menuiserie intérieure et extérieure, pour la charpente légère, les meubles ou la confection de caisses,.
Les extraits d'écorce et de feuilles de Dimorphandra polyandra ont été testés pour lutter contre les larves d’Aedes aegypti.
Au Suriname et au Guyana, l'écorce d'une espèce proche (Dimorphandra conjugata (Splitg.) Sandwith) sert à soigner les ulcères, l'asthme et la dysenterie, pour laver les coupures et les zones infectées par la "démangeaison du sol" entre les orteils.

## Protologue
En 1916, le botaniste Raymond Benoist propose le protologue suivant :
« Dimorphandra polyandra R. Ben. nov. sp.

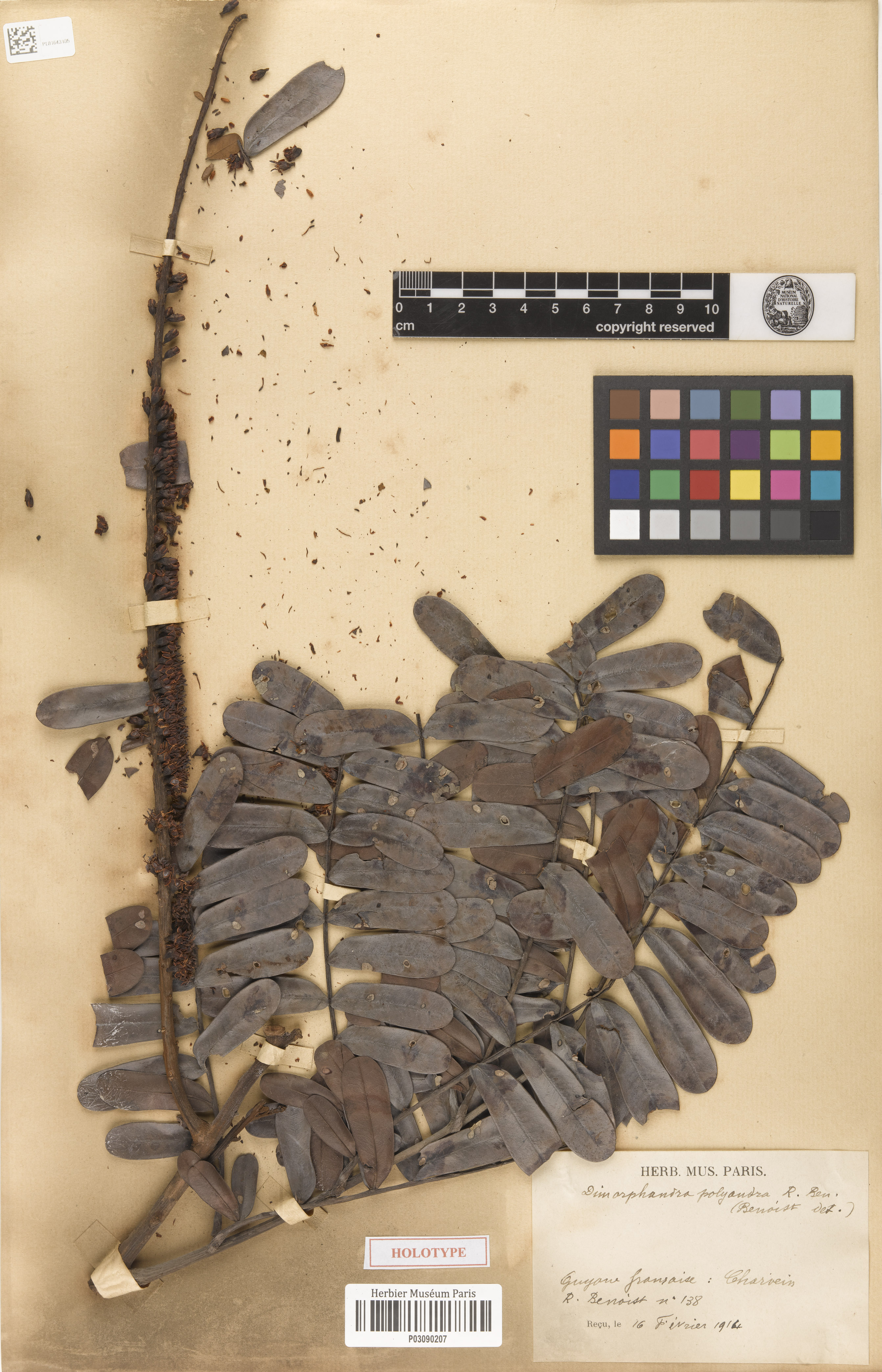
Holotype de Dimorphandra polyandra collecté par Benoist le 31/10/1913 à Charvein, sur le tracé de l'Acarouany en Guyane.

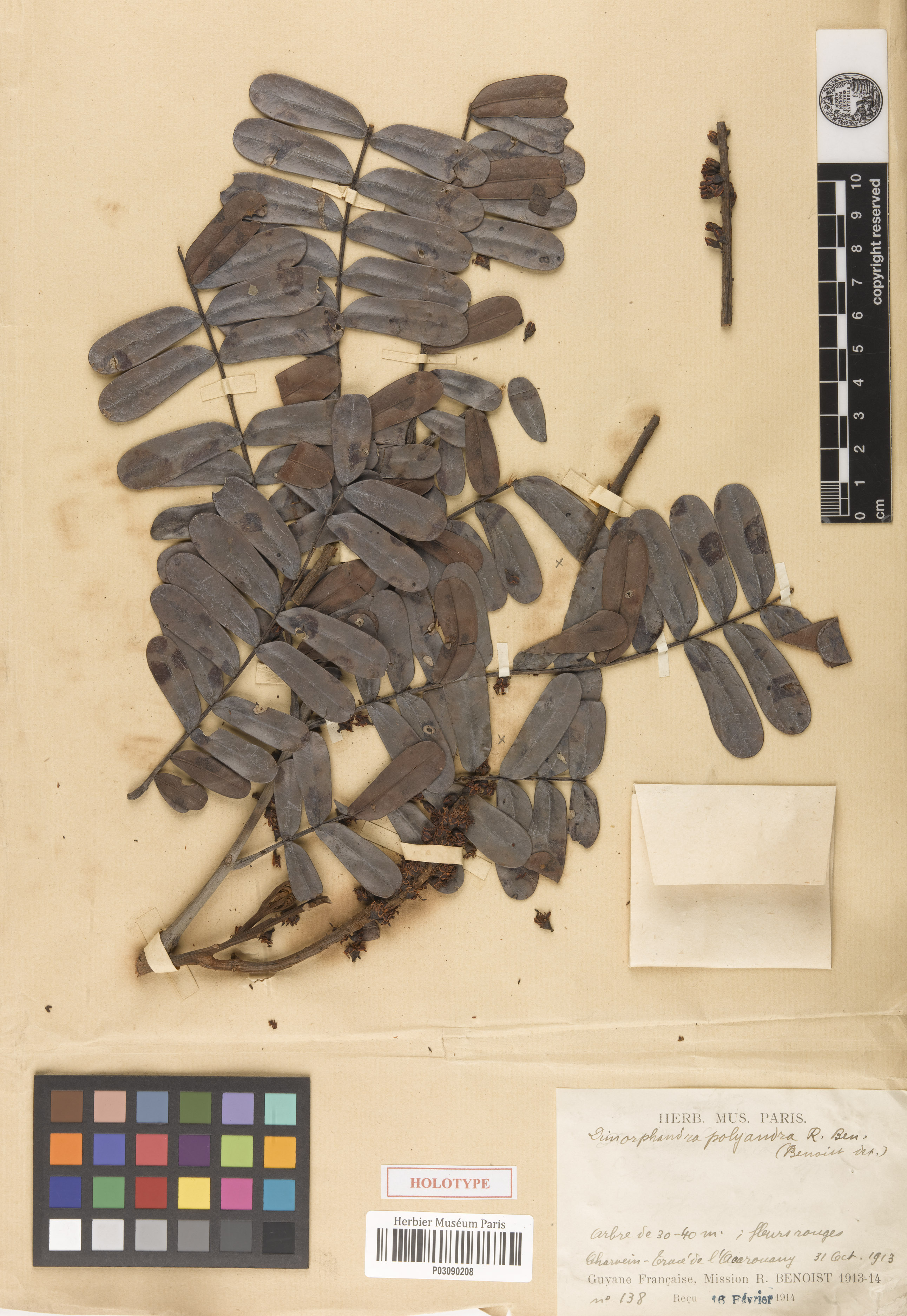
Holotype de Dimorphandra polyandra collecté par Benoist le 31/10/1913 à Charvein, sur le tracé de l'Acarouany en Guyane.

Arbor excelsa, ramis griseis. Folia alterna paripinnata, pinnis 3-4-jugis, rachi glabra supra canaliculata. Foliola 10-12-juga, glabra, oblonga, ad basim oblique attenuata, ad apicem rotundata. Flores numerosi, rubri,spicati. Bracteolae minutas. Calyx glaber, ad basim tubuloso-campanulatus, ad apicem 5-dentatus. Petala 5 glabra, oblonga, ad basim attenuata, ad apicem obtusa rubra. Androcseum etritaminodiis cum petalis alternis, linearibus, ad minutis ; 10 staminibus fertilibus inasqualibus.
Mesures : Foliole 40 × 14 mm. Inflorescence longue de 25 cm.
Guyane française : Charvein, sur le tracé de l'Acarouany, à environ 5 kilomètres, 31 octobre no 138 [Benoist]. Je l'ai également rencontré en fleurs aux environs du Nouveau Camp, près de Godebert, en juin.
Cet arbre atteint 30 a 40 mètres de hauteur et un diamètre à la base du tronc de 80 cm. et plus.
Cette espèce se distingue de tous les autres Dimorphandra par son androcée composé de 5 staminodes et de 10 étamines fertiles. Les feuilles ressemblent beaucoup à celles du D. vernicosa Spruce, mais ne sont pas luisantes, vernissées comme chez cette espèce. Elles sont bipinnées a 3 ou 4 paires de segments. Les folioles sont au nombre de 10-12 paires a chaque segment, atténuées obliquement à la base, arrondies au sommet. La gousse est large, aplatie.

Aucun Dimorphandra n'a encore été indique comme habitant la Guyane française. »
— Raymond Benoist, 1916.